# Óbéba vasútállomás
Az egykori Szeged-Temesvár-vasútvonal állomása volt, Újszentiván megállóhely és Rábé megállóhely között. Az állomás Rábé községtől légvonalban 3 kilométerre északnyugatra, Óbéba községtől légvonalban 6 kilométerre nyugatra, Kübekháza községtől légvonalban 5 kilométerre délnyugatra helyezkedett el, a mai magyar-szerb határ mellett.

## Létesítése
A vasútvonalon 1908-ban létesült az állomás, kétvágányos forgalmi kitérőként, 724 méter hasznos hosszal. Az átmenő fővágány a II. vágány volt. 1915 körül háromvágányosra bővítették, innentől a III. vágány lett az átmenő fővágány.

## 1920 után
A trianoni határ az állomást pontosan középen metszette, a Szőreg felőli bejárati váltókörzet magyar területen maradt, a felvételi épület és a Rábé felőli bejárati váltókörzet a jugoszláv oldalra került. Ekkortól a vasúti forgalom megszűnt az állomáson és határátmenetben a vonalon is. Mivel ekkor Óbéba a Szerb-Horvát-Szlovén Királysághoz került, az állomásnak még volt közvetlen kapcsolata a faluval. Az 1924-es jugoszláv-román határkiigazítás után Óbéba Romániához került, így a falu el lett vágva vasútállomásától, az állomás maga a semmi közepén maradt jugoszláv területen.
Határátmenetben 1925-ben vették fel újra a forgalmat, de az állomás nem lett határállomás, helyette magyar oldalról Szőreg, jugoszláv oldalról pedig Oroszlámos lett a határállomás, viszont a határőrizeti szervek emberei mindkét oldalról idáig kísérték a vonatokat.
1930-ban a MÁV az állomás Magyarországon maradt bejárati váltókörzetét elbontotta és a váltókörzettől a határvonalig az I. és II. vágányokat felszedte.
1945 után a határátmeneten a forgalmat nem állították helyre, jugoszláv oldalról az állomást felszámolták és Oroszlámosig a pályát is felszedték. Magyar oldalról a pályát a határtól a szőregi téglagyárig elbontották.
Az állomás egykori helye és a pálya egykori nyomvonala a műholdas felvételeken még ma is kivehető.